# Ключ (Новосергієвський район)
Ключ (рос. Ключ) — селище у складі Новосергієвського району Оренбурзької області, Росія.
Стара назва — Ключі.

## Населення
Населення — 35 осіб (2010; 56 у 2002).
Національний склад (станом на 2002 рік):
- росіяни — 66 %